# Kulturkasernen

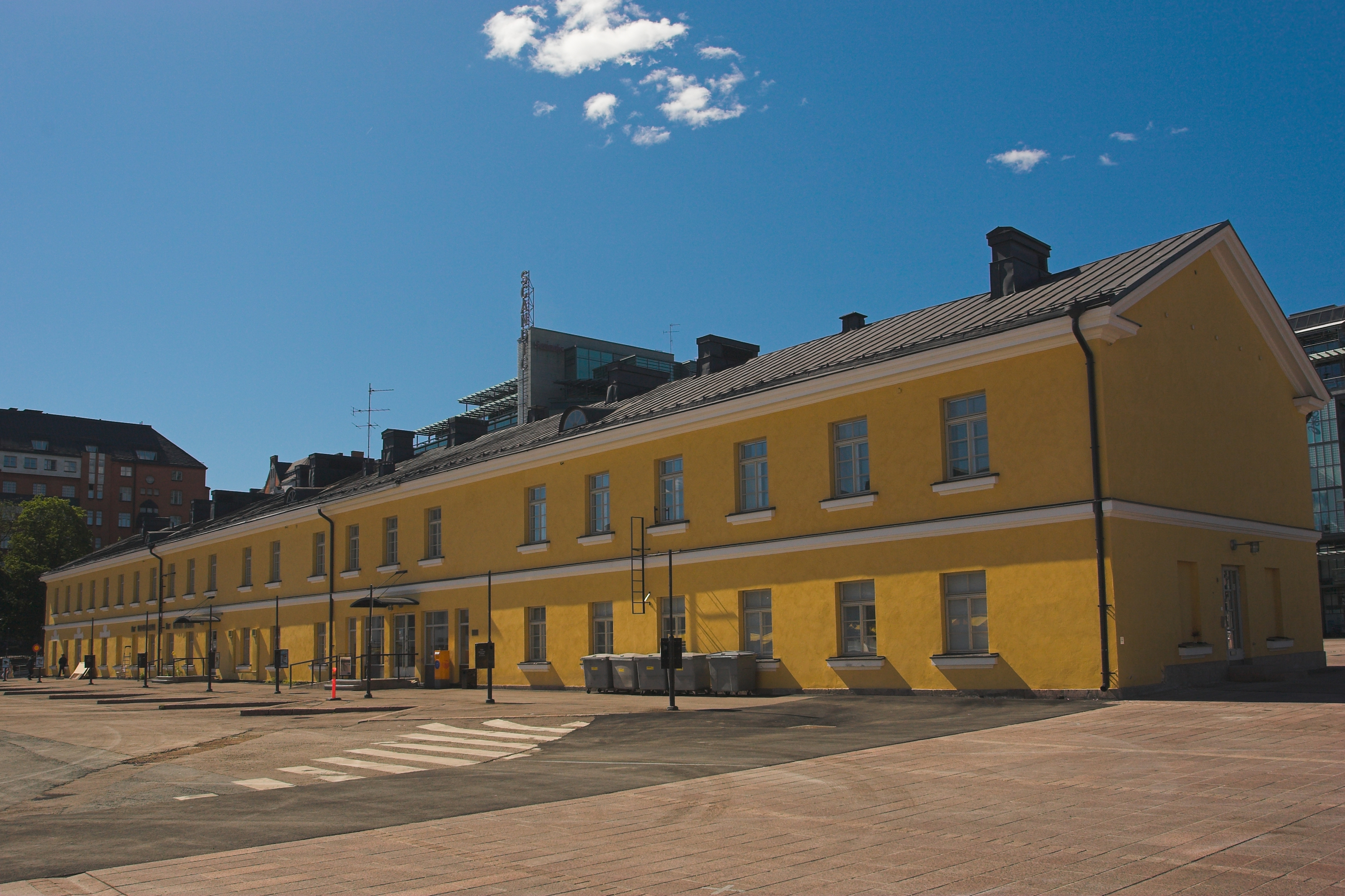
Kulturkasernbyggnaden, 2006

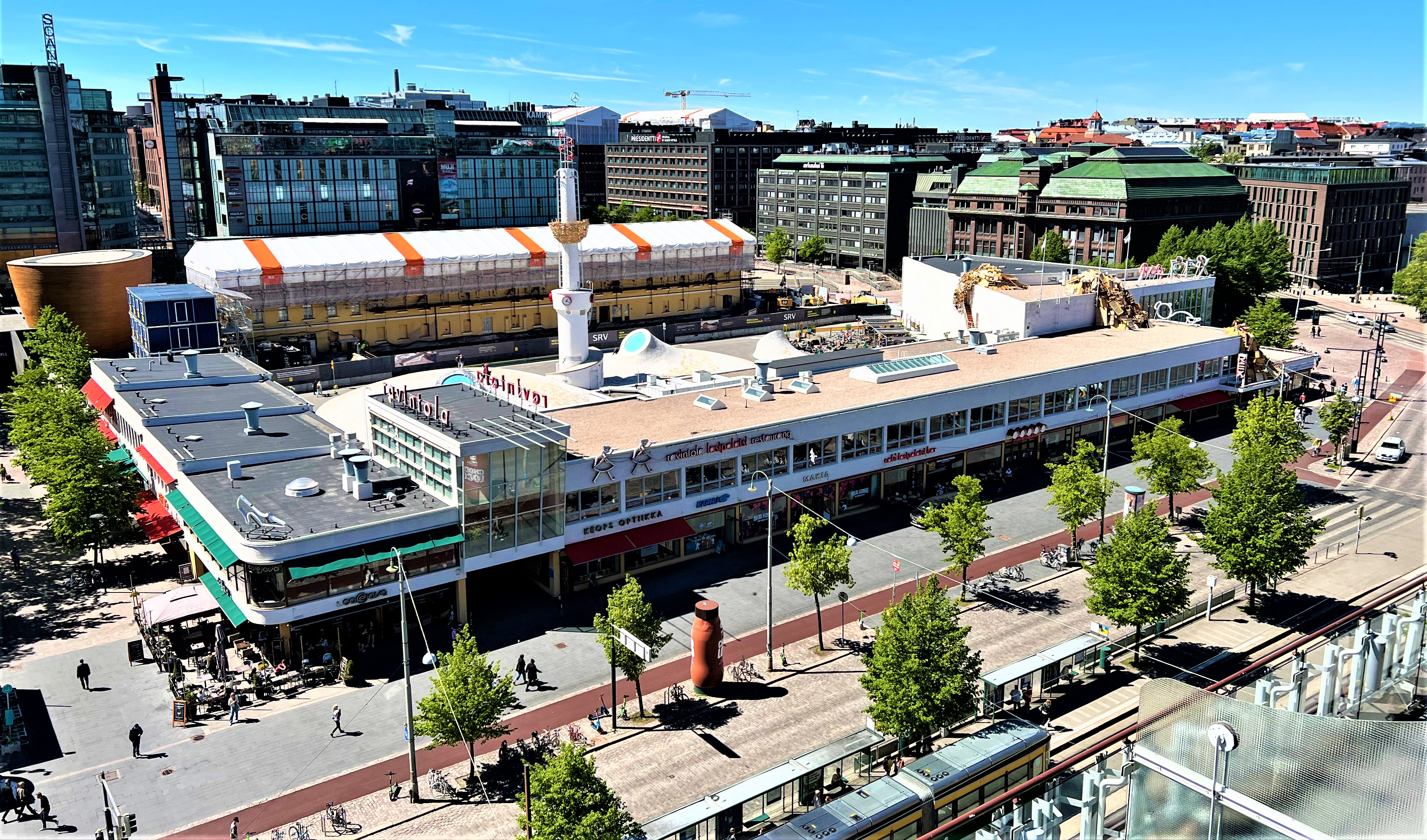
Glaspalatset vid Mannerheimvägen i Helsingfors, och bakom det Kulturkasernen under ombyggnad, 2022.

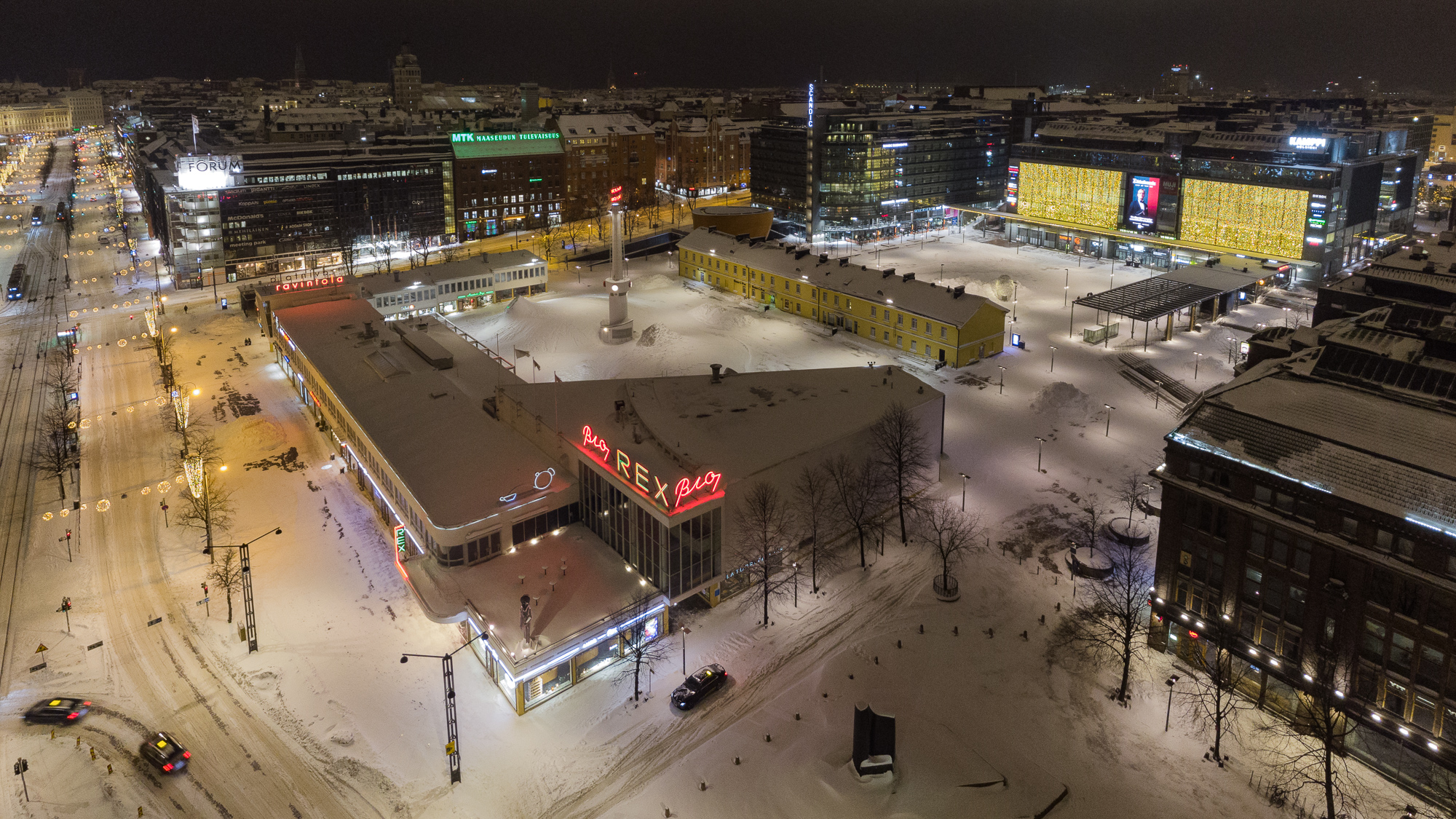
Glaspalatset vid Mannerheimvägen, med Kulturkasernen till höger, mellan Glaspalatstorget och Narinkentorget, 2021

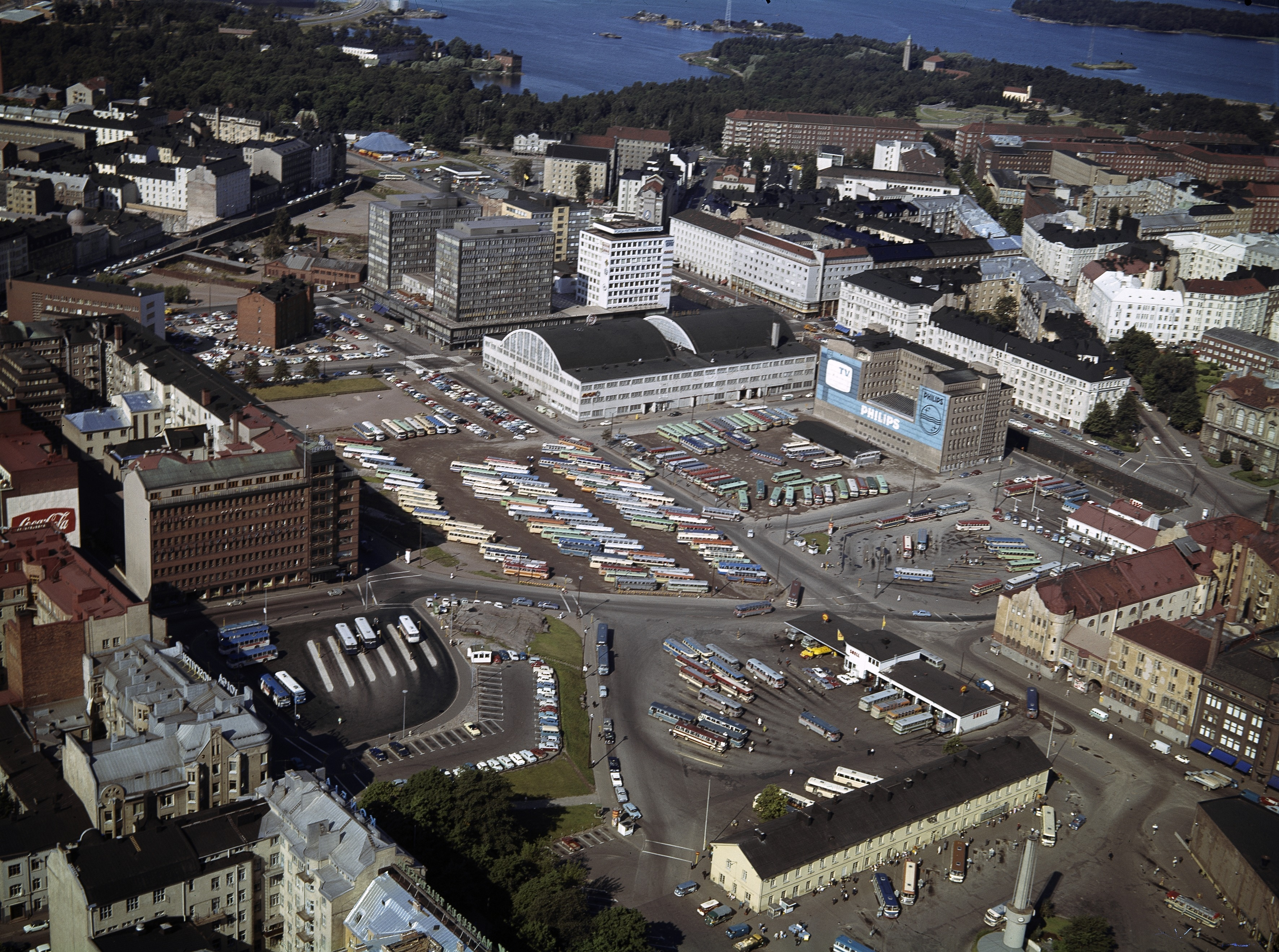
Gamla busstationen, med Åbo kaserns tidigare expeditiopnsbyggnad längst ned till höger, 1964

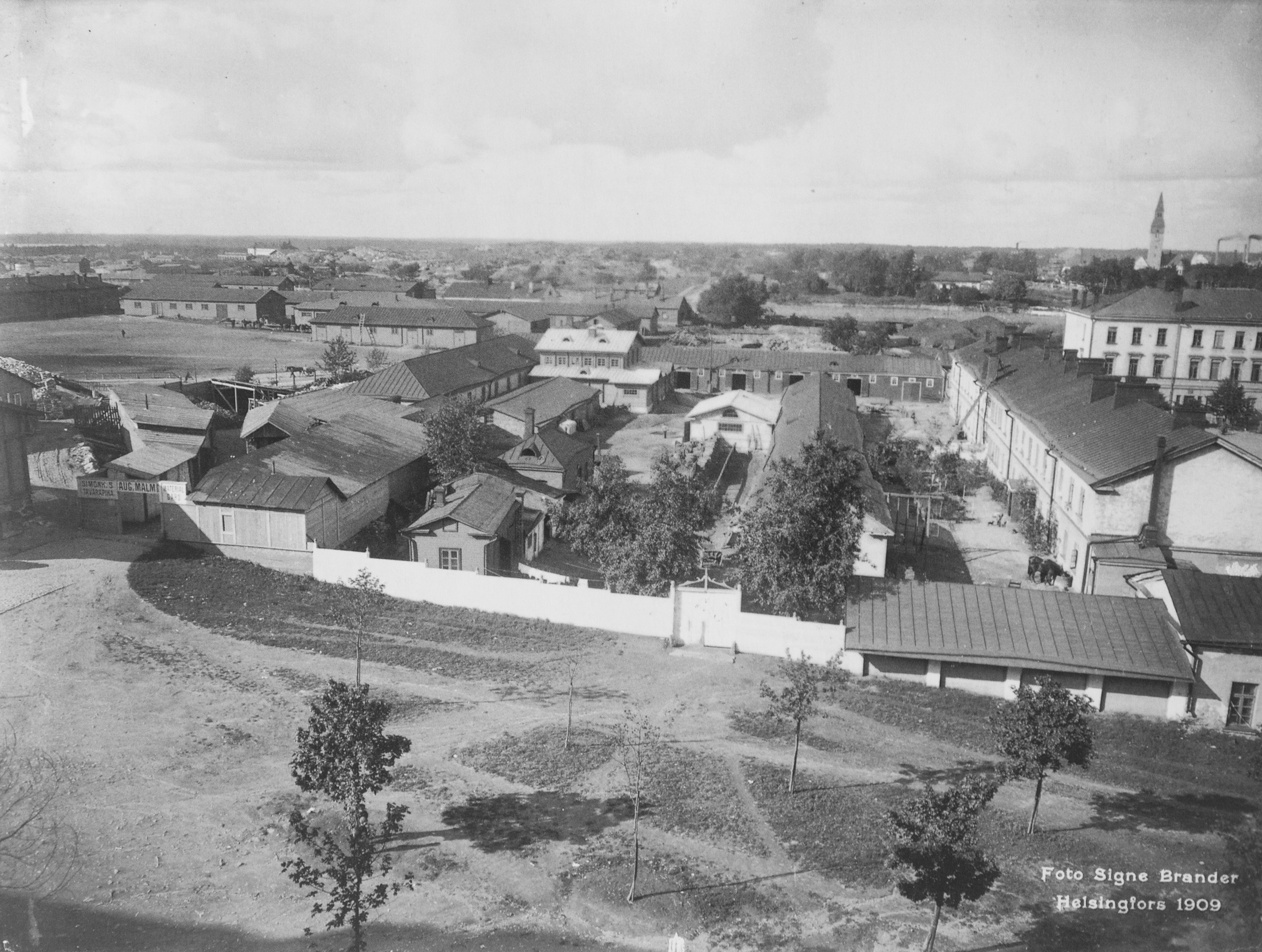
Åbo kaserns köks- och matsalsbyggnad till höger, sedd från sydväst över Simonsgatan, 1909. I bakgrunden tornet till Nationalmuseum Foto: Signe Brander.

Kulturkasernen (finska: Kulttuurikasarmi) är ett evenemangscenter vid Narinkentorget i Åbo kaserns tidigare köks- och matsalsbyggnad i stadsdelen Kampen i Helsingfors. Den kulturhistoriskt värdefulla, skyddade empirbyggnaden ligger mellan två öppna platser, Narinkentorget och Glaspalatstorget. Från sidorna inramas de två torgen av Simonsgatan och Salomonsgatan.
Kulturkasernen omfattar bland annat evenemangslokaler, en utomhusscen, en biograf och restauranger. Byggnadens fasader renoveras och bevaras. Mot Narinkentorget och Kampens centrum har den byggts ut med en glaspaviljong med takterrass. En scen för utomhuskonserter och performancekonst har byggts mot Glaspalatstorget. Under marknivån finns tre biosalonger, med utrymmen dels under själva kasernen, dels under Glaspalatstorget, nära konstmuseet Amos Rex underjordiska utställningslokaler. Byggnaden ägs av Föreningen Konstsamfundet r.f., som också äger Glaspalatset och Amos Rex.

## Historik

### Byggnadens historik
Åbo kasern byggdes under den ryska tiden 1830–1833 och för ryska truppförband, enligt ritningar av Carl Ludvig Engel och på uppdrag av Nikolaj Sinebrychoff. Kasernen kompletterades med sidobyggnader för olika ändamål. Köks- och matsalsbyggnaden är det sista som numera (2023) återstår av Åbo kasern, vars huvudbyggnad utmed Westra Henriksgatan, nuvarande Mannerheimvägen, brann ned under finska inbördeskriget 1918 och därefter revs.
Efter att Finland blivit självständigt tog Försvarsministeriet över förvaltningen av fastigheten. Köks- och matsalsbyggnaden byggdes sedan om och tjänstgjorde i sjuttio år som Helsingfors busstation, mellan 1935 och 2005.
I samband med att det intilliggande Kampens centrum med köpcenter och bussterminaler blev klart 2005–2006 flyttades busstrafiken dit. Den sjuttio meter långa byggnaden har därefter använts bland annat av Helsingfors stad för utställningar och av olika kommersiella verksamheter. På platsen utmed nuvarande Mannerheimvägen, där Åbo kaserns huvudbyggnad tidigare låg, ligger numera Glaspalatset byggt 1936. Där finns bland annat Bio Rex från samma år samt konstmuseet Amos Rex invigt 2018.

### Projektet Kulturkasernen
Byggnaden ägs av "Fastighets Ab Glaspalatset i Helsingfors". Bolaget bildades 2014, med Konstsamfundet som majoritetsägare och Helsingfors stad som minoritetsägare. Detta skedde inför bygget av konstmuseet Amos Rex under Glaspalatstorget och totalrenoveringen av Glaspalatset, vilket då ägdes av Helsingfors stad. Det nybildade bolaget slutförde projektet sommaren 2018. Helsingfors stad sålde sin andel i bolaget till Föreningen Konstsamfundet i oktober 2019.
Initiativtagare till projektet är Ari Tolppanen, som är styrelseordförande för Kulturkasernen Ab. Projektet har från första början backats upp av  Helsingfors stad.
Projektet har drivits av Föreningen Konstsamfundet r.f., Kulturkasernen Ab, restaurangkoncernen NoHo Partners Oyj, biografkedjan BioRex Cinemas Oy och Ilona Studios Oy. Parterna investerar totalt cirka 30 miljoner euro i projektet. För planeringen ansvarar arkitektbyrån Sarc Oy och för byggarbetena SRV Yhtiöt Oyj.